# Campionatul Mondial de Handbal Masculin din 1997
A 15-a ediție a Campionatului Mondial de Handbal Masculin s-a desfășurat în perioada 17 mai-1 iunie 1997 în Japonia. Echipa Rusiei a câștigat campionatul după ce a învins în finală echipa Suediei cu scorul de 23 - 21 și a cucerit al doilea titlu de campioană mondială.

## Clasament final
| Poz. | Echipă         |
| ---- | -------------- |
| 1    | Rusia          |
| 2    | Suedia         |
| 3    | Franța         |
| 4    | Ungaria        |
| 5    | Islanda        |
| 6    | Egipt          |
| 7    | Spania         |
| 8    | Coreea de Sud  |
| 9    | Iugoslavia     |
| 10   | Lituania       |
| 11   | Cehia          |
| 12   | Norvegia       |
| 13   | Croația        |
| 14   | Cuba           |
| 15   | Japonia        |
| 16   | Tunisia        |
| 17   | Algeria        |
| 18   | Italia         |
| 19   | Portugalia     |
| 20   | China          |
| 21   | Arabia Saudită |
| 22   | Argentina      |
| 23   | Maroc          |
| 24   | Brazilia       |

## Legături externe
- en  Campionatul Mondial din 1997 la Federația Internațională de Handbal